# Quellental (Pinneberg)
Quellental ist ein Stadtteil der holsteinischen Stadt Pinneberg im Kreis Pinneberg im Bundesland Schleswig-Holstein. Er verdankt seinen Namen den vielen Quellen, die es hier früher gab. Im Norden des Quellentals verläuft der Fluss Mühlenau und mündet in die Pinnau; hier ist der Grundwasserspiegel bis heute sehr hoch. 
Die ersten Bauten entstanden hier Ende des 19. Jahrhunderts. In den 1920er Jahren hatte die Siedlung den Charakter eines Villenvorortes. Der größte Teil gehörte damals zur Gemeinde Thesdorf. 1927 wurde Quellental gemeinsam mit Thesdorf nach Pinneberg eingemeindet. Nach dem Zweiten Weltkrieg wurden im Quellental umfangreiche Neubaugebiete angelegt.

## Geographie und Infrastruktur
Das Quellental grenzt im Norden an die Gemeinde Prisdorf und den Ortsteil Pinnebergerdorf, im Osten an das Zentrum Pinnebergs, im Süden an die Stadtteile Thesdorf und Eggerstedt sowie im Westen an die Gemeinde Appen.
Von der Innenstadt Pinnebergs ist das Quellental durch die Bahnstrecke Hamburg-Altona–Kiel mit dem Bahnhof Pinneberg getrennt. Einzige Verbindungen zwischen den Stadtteilen sind eine Hochbrücke für den Kraftverkehr, zwei Unterführungen für Fußgänger und Radfahrer sowie der Bahnhof selbst, der zahlreiche regionale Verbindungen bietet und Endpunkt der Linie S3 nach Hamburg und Stade ist. Außerdem führen drei Buslinien durch den Stadtteil.
Die GuGS (Grund- und Gemeinschaftsschule) Quellental ist eine Gemeinschaftsschule, die aus der Fusion einer Grund- und Hauptschule (Carl-Eitz-Schule) und einer Realschule (Matthias-Claudius-Schule) entstanden ist; außerdem gibt es eine weitere Grundschule (Helene-Lange-Schule). Der Stadtteil hat eine evangelisch-lutherische Kirche (Lutherkirche). Die römisch-katholische Kirche St. Pius ist 2010 abgerissen worden, obwohl sie erst 50 Jahre alt und gut erhalten war.
Nach mehrjähriger Unterbrechung wurde 2012 erstmals wieder das jährliche Stadtteilfest gefeiert.